# Wilhelm Genazino
Wilhelm Genazino (Mannheim, 22 gennaio 1943 – Francoforte sul Meno, 12 dicembre 2018) è stato un giornalista e scrittore tedesco.

## Biografia
Negli anni '60 studiò filosofia e sociologia presso l'Università Johann Wolfgang Goethe di Francoforte sul Meno. Lavorò come giornalista fino al 1965. Durante questo periodo lavorò anche per la rivista satirica Pardon e co-pubblicò la rivista Lesezeichen. Dal 1970 lavorò come autore freelance. Nel 1977 si rivolse nella letteratura. Nel 1990 divenne membro dell'Accademia per la Lingua e la Poesia a Darmstadt.
Dopo la sua permanenza a Heidelberg, Genazino si trasferì a Francoforte nel 2004. Nello stesso anno gli fu assegnato il premio Georg Büchner, il premio più prestigioso della letteratura tedesca.

## Opere principali
- Laslinstrasse, 1965
- Abschaffel-Trilogie:
  - Abschaffel, 1977
  - Die Vernichtung der Sorgen, 1978
  - Falsche Jahre, 1979

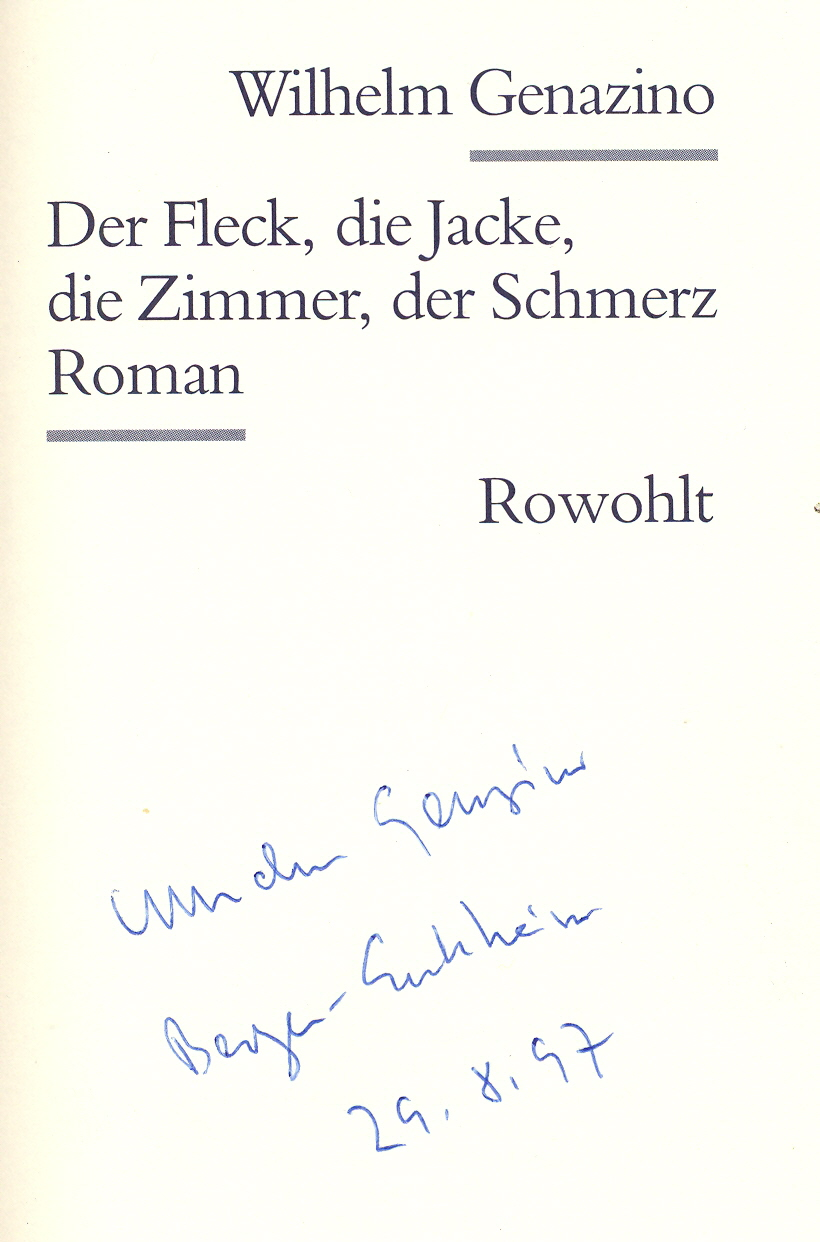
Un libro di Wilhelm del 1989

- Der Fleck, die Jacke, die Zimmer, der Schmerz, 1989
- Die Kassiererinnen, 1998
- Ein Regenschirm für diesen Tag, 2001
- Eine Frau, eine Wohnung, ein Roman, 2003
- Der gedehnte Blick, 2004
- Die Liebesblödigkeit, 2005
- Mittelmäßiges Heimweh, 2007
- Wenn wir Tiere wären, 2011

### Traduzioni
- Ein Regenschirm für diesen Tag tradotto in inglese da Philip Boehm con il titolo The Shoe Tester of Frankfurt, New York: New Directions, 2006, in cinese, in francese, in italiano, in greco e in lituano.
- Eine Frau, eine Wohnung, ein Roman è stato tradotto in francese, spagnolo, polacco, cinese e ebraico.
- Traduzioni di opere di Wilhelm Genazino sono state pubblicate anche in greco, lettone e russo.